# Ленківці (Дністровський район)
Ленкі́вці — село в Україні, у Кельменецькій селищній громаді Дністровського району Чернівецької області.

## Герб
Щит понижено перетятий зеленим і лазуровим. У першій частині корова натурального коричневого кольору вліво з чорними копитами, що супроводжується у верхніх кутах щита двома золотими соняшниками. У другій частині золотий вітряк, що супроводжується у верхніх кутах двома золотими соняшниками.

## Назва
Назва села протягом своєї історії неодноразово змінювалася: «Макарова Лука» (1559 р.), «Линкова» (1584 р.), «Ленкауць» (1670 р.), «Ленкоуцей» (1804 р.), «Ленківці» (1812 р), «Ленкауци» (1918 р.), «Ленківці» (1940 р.).

### Легенда походження назви
Недалеко від Ленківців, що розкинулись над сивим Дністром, є химерної форми горб. Всі зовуть його Бабою. Давним-давно стояв тут замок. Жила в ньому одна стара і дуже скупа багачка з своїми слугами. Звали ту багачку бабою Ленкою, а слуг її — ленківцями. У тої багачки та була дуже файна дочка. Личко мала до сонечка весняного подібне, а очі великі та сині-сині, як барвінок. Де, бувало, пройде, то мов весною навкруг повіє, а заспіває, то аж Дністер бурхливий затихне. За добре серце і чарівну вроду люди любили красуню. А надто вже один бідний наймит, високий та ставний парубок. Але Ленка хотіла мати собі багатого зятя і готувала для дочки з срібла-золота посаг. Від того посагу кам'яні склепи в підземеллях її замку вже тріщали. Всі знали: заховані срібла-золота скарби — то сльози і кров людські. У неділю зранку, коли білий, як молоко, туман клубочився над Дністром, парубок, як завжди, ждав дівчину в придністровському яру. Ждав-ждав, а вона не приходила. Невже забула? А може занедужала?! Тоді вирішив піти в замок і тут все зрозумів: то баба Ленка вже десь вивідала про їх таємне кохання і звеліла прив'язати дочку за коси до воза. Парубок визволив її з того полону і дівчина повела його до мами. Але багачка мала собаче серце і її байдуже було до щастя і долі молодих людей. — Ха-ха-ха,— аж зареготала вона, уздрівши поруч дочки убогого наймита,— зять з пустою торбою!.. Торбарю нещасний, викинь собі з голови мою дівчину… Вона достойна багатого жениха, а не такого голодранця, як ти! Чим ти її нагодуєш, коли сам голодний ходиш?! — Ми молоді і маємо силу в руках,— в один голос відповіли, обнявшись, хлопець і дівчина,— і щось собі заробимо на прожиття, вашого посагу не хочемо. — Ага, так ось як! — аж присіла від гніву баба Ленка. І, щось подумавши, раптом додала: — Добре, хай буде по-вашому… Як зумієте насипати обоє за цю ніч на моєму обійсті такий горб, що з нього можна буде бачити на сто миль кругом, то справлю вам весілля. Думала, що це їх зупинить. Але хлопець і дівчина любились по-справжньому. То ж готові були у вогонь і воду скочити, аби разом бути! Цілісіньку ніч носили й носили в поті чола землю й насипали гору. Вже та гора досягла такої височини, як того хотіла Ленка, та не витримали молодята кривавого поту, впали знесилені перед самим сходом сонця на її вершину і, обнявшись, заснули навіки… Тільки квіти стебла похилили з горя низько, а в Дністрі легенькі хвилі задзвеніли сумно. А в цей час прокинулась зі сну багачка Ленка, протерла очі — аж перед нею височенний горб стоїть. Вилізла вона на нього, щоб глянути навкруги, уздріла замучених молодят та так і закам'яніла за вчинену кривду. Відтоді люди і назвали той горб Бабою, а село, що заснувалось поруч, Ленківцями — за ім'ям його перших поселенців. У темних підземеллях того горба і досі заховані незліченні золоті скарби, але докопатись до них ще нікому не вдавалось.

## Географія
Розташоване в північно-східній частині Чернівецької області, у межиріччі Сурша та Сара&-Лунга, за 95 км від обласного центру та 5 км на північний захід від райцентру Кельменці, з яким зв'язано шосейним шляхом. До залізничної зупинки Ленківці 3 км. Площа  села складає 4,256 км². Селом протікає річка Сара-Лунга, ліва притока Сурши.
Середня висота над рівнем моря 192 м. За географічним розташуванням село вивершує подвійні дугоподібні вигини, які утворює в цьому районі Дністер. До цієї  річки можна мандрувати з Ленківців у напрямку села Коновка, або від залізничної зупинки шосейною дорогою, котра простяглась до села Вороновиці, де функціонує поромна переправа. Але оскільки шосе пролягає берегом, то при бажанні можна будь-де спуститися до річки. В обох напрямках відстань до Дністра близько 3-4 кілометри.

## Історія
Археологічні розкопки, проведені в 50-60-х роках ХХ ст. на території села, свідчать що ця місцевість почала заселятися людьми понад 6 тисяч років тому. Найбільше виявлено знахідок трипільської культури (IV тис. до н. е.). Значна частина цих знахідок виявлена в урочищі Гамалія, за яром, та в урочищі Баба. Археологічні розкопки, що проводилися в селі, показують залишки поховань скіфського часу. В околицях села трапляються безкурганні поховання у скрині складеній з шести брил. Біля села Ленківці знайдено могильник сарматів-язичників. На захід від села виявлено курган діаметром 26 метрів і висотою 3 метри. Тут знайдено 18 поховань ІІ ст. н. е. Біля села є поселення черняхівської культури (ІІ — VI ст.. н. е.) в урочищі Сурша, Баба на Бурдеях і Кар'єр. За 4 км на північний захід від села в урочищі Баба на високому мисі розташоване давньоруське городище.  Мис, що протягнувся на 1 км укріплений ще двома більш меншими земляними валами, які очевидно були насипані в епоху раннього заліза (1 тис. до н. е.). За 3 км на північній захід від села в урочищі Гамалія, на високому березі Дністра розкопано вісім давньоруських поховань. Ранньослов'янські поселення черняхівської культури виявлено в урочищі Сурша, Кар'єр, на Бурдеях.
Перша документальна згадка про село датується від 3 квітня 1559 року, коли у грамоті воєводи Александру засвідчено продаж «за 2000 злотих логофету Могіла маєтків сіл Оверкауц і Макарова Лука (нині Ленківці), що по річці Дністер межують з Шуршею, через Шуршу межують з Грушево, а від Кельменців межа тягнеться до долішнього Дністра». У цей час село входило до Хотинської волості Молдавського князівства. 
З 1812 року село відійшло до Російської імперії і входило до Кельменецької волості Хотинського повіту Бессарабської губернії. 1846 року третина жителів села померло від чуми. В 1875 році в селі відкрито першу двокласну школу в Хотинському повіті. 
На територію села бої Першої світової війни перекинулися в червні 1915 року. Для села, і військ які тут стояли вона називалася «окопне сидіння». Свідченням цьому є окопи, які збереглися досі на південний захід від села в Копаному лісі, що носить назву від окопів. 
11 листопада 1918 року село захопили війська королівської Румунії. Жителі села взяли активну участь в Хотинському повстанні 1919 року. Керівником ленковецького загону із 150 чоловік був В. Крючков. 
За румунів на північно-західній околиці села знаходилося приміщення прикордонної застави, так як річка Дністер була кордоном між Румунією і СРСР. 28 червня 1940 року з боку села Вороновиця до Ленківців увійшли радянські війська. 15 серпня 1940 року створено раду народних трудящих, яку очолив Герман Федір Михайлович. 29 січня 1941 року відбулися збори селян, які прийняли рішення організувати колгосп. Це був перший колгосп Чернівецької області. Правління колгоспу очолив М. Андріяш. 6 липня 1941 року Ленківці захопили фашисти, які передали владу румунським воякам. Керівник Чернівецького підпільного обкому КП/б/У О. П .Боярко та Кельменецького райкому партії  З. Д. Гліб прибули в Ленківці 10 липня 1941 року. Проте 29 серпня керівники підпілля потрапили до рук жандармів. 28 березня 1944 року 50 стрілецький корпус та воїни 4-ї гвардійської танкової бригади визволили село від окупантів. Червона Армія наступала з боку сіл Вороновиця та Макарівка і зайшли в село по напряму від річки Сурша. 29 березня 1944 року відновлено роботу сільської ради. ЇЇ очолив Шпаркий Олександр Олексійович. 
В 1946—1947 роках жителі села пережили трагедію голодомору, у результаті якого загинуло 237 осіб. 
В 1954 році колгосп затверджено учасником виставки на ВДНГ в м. Москва. За успіхи у рослинництві та тваринництві колгосп нагороджено Дипломом 1 ступеня. В 1957 році побудовано нове приміщення середньої школи, яке закладено ще румунами в 1924 році.
З 1991 року в складі незалежної України.
Наприкінці травня 1997 року в урочистій обстановці відкрито пам'ятник Т. Г. Шевченку в селі, навпроти сільської ради, автором якого є скульптор з Чернівців В.Кузьмін. У селі є пам'ятник загиблим воїнам-односельчанам в другій світовій війні. 
На початку 1999 року колгосп перетворився у товариство з обмеженою відповідальністю.
Велике значення для села стала його газифікація. У серпні 2004 року в урочистій обстановці відкрито газорозподільчу станцію, і газ пішов до будівель селян. З цією метою було створено товариство з газифікації, яке очолило цю роботу.
В 2021 році шляхом об'єднання сільських рад, село увійшло до складу Кельменецької селищної громади.

## Економіка
Основними природними ресурсами села Ленківці є земельні, водні та природно-реакраційні. Центральне місце займають багаті земельні угіддя села що складають 4/5 природних ресурсів села. Об'єктами природно-заповідного фонду є наддністрянські угіддя, що входять до Хотинського національного природного парку і практично представлені ландшафтами крутосхилів каньйонної долини Дністра та його правих приток, з листяними лісами та лучно-степовими асоціаціями на скельних відслоненнях і розсипах.
Наприкінці 90-х років новим явищем сільського господарства стало фермерство. Ще 1998 року Микола Кушнір та ще 5 фермерів фактично кооперували 150 га ріллі, 90 га власних земель, 31 га паїв жителів села Макарівка, та 29 га взятих в оренду від сільської ради. Значний вклад в розвиток фермерства в селі зробили Володимир Круглий, Любов Алєкса, Віссаріон Хохуляк, Віктор Мартинюк та Петро Галай. Одним з перших в районі розпочав займатися садівництвом на професійній основі Михайло Бабій. Зараз в селі зареєстровано 12 фермерів. Основними сільськогосподарськими культурами які вони вирощують є пшениця, ячмінь та соя. Всього на території села зареєстровано 43 приватні підприємці. У сфері розвитку промисловості села приватним підприємцем Олександром Погонцем організовано виготовлення тротуарної плитки, бетонної огорожі та будівельних блоків. У селі відкрито приватну олійню та млин. Із закладів суспільного харчування діють бар та піцерія. Приватними підприємцями відкрито 16 магазинів різноманітного спрямування. Діє приватне підприємство по ремонту автомобілів.

## Інфраструктура
У селі діє навчально-виховний комплекс у складі школи I—III ступенів та дошкільної установи. Послуги з охорони здоров'я забезпечує сільська амбулаторія з денним перебуванням хворих. Крім того в 2010 році відкрито пансіонат для пристарілих, який забезпечує перебування людей похилого віку з усіх районів області. Приваблюють туристів зони відпочинку в урочищах «Троянів вал» та «Тутовники». У травні 2007 року засновано музей історії села, перлиною якого є експозиція уродженця села, народного артиста України Павла Дворського. Директор музею вчитель історії Дєдов Ігор Никанорович.

## Релігія
У селі Ленківці діє  храм Української Православної Церкви . Збудований він на честь святих первоверховних апостолів Петра і Павла. Храм побудовано в 1890 році.

## Населення
Згідно з переписом УРСР 1989 року чисельність наявного населення села становила 2520 осіб, з яких 1103 чоловіки та 1417 жінок.
За переписом населення України 2001 року в селі мешкало 2320 осіб.
Населення — станом на 2021 рік 1972 осіб.
Національний склад населення села становить 98 % українців, 2 % росіяни, молдовани та вірмени.

### Мова
Розподіл населення за рідною мовою за даними перепису 2001 року:
| Мова       | Відсоток |
| ---------- | -------- |
| українська | 98,24 %  |
| російська  | 1,12 %   |
| молдовська | 0,52 %   |
| вірменська | 0,13 %   |

## Особи, пов'язані з селом
- Хохуляк В'ячеслав Віссаріонович (1978) — Кандидат юридичних наук, доцент Чернівецького університету;
- Присакар Тетяна Олександрівна (1966) — Начальник районного відділення Пенсійного фонду;
- Воронюк Олександр Васильович (1959) — Завідувач відділення хірургії Чернівецького обласного госпіталю;
- Мартинюк Володимир Павлович (1956) — Полковник СБУ;
- Вдовічен Анатолій Миколайович (1953) — Заслужений лікар України.
- Дворський Павло Ананійович (1953) — Народний артист України;
- Корчинський Анатолій Іванович (1952) — Депутат Верховної Ради України IV скликання;
- Буряк Іван Андрійович (1941) — Заслужений лікар України;
- Грушка Венедикт Арсенійович (1940) — Доктор медичних наук;
- Кондрацька Ніна Костянтинівна (1923) — Доктор медичних наук;
- Хіміч Мар'яна Григорівна — Викладач романо-германських мов в США;
- Мартинюк Вячеслав Володимирович(1965)- Полковник міліції;
- Гончар Юрій Миколайович (1985) — Переможець фестивалю «Червона Рута 2002», композитор, співак, гендиректор продюсерської компанії «GONCHAR PRODUCTION».
- Лупейко Олександр Вікторович — краєзнавець.
- Тіней Віктор Анатолійович (1954) -Кандидат сільськогосподарських наук, доктор філософії. Заслужений працівник сільського господарства України.
- Крючков (до 1927 р. - Цвинтарій) Василь Іванович (01.01.1889-?) - співробітник каральної системи ГПУ-НКВД. За розгром повстанського загону і вбивство ватажка Євгена Овчарука (лютий 1926 р.) нагороджений орденом "Червоного прапора".